# Xavier Rathan-Mayes
Xavier Rathan-Mayes (ur. 29 kwietnia 1994 w Markham) – kanadyjski koszykarz, występujący na pozycjach rozgrywającego lub rzucającego obrońcy, obecnie zawodnik AEK-u Ateny.
Jego ojczymem jest Tharon Mayes, koszykarz m.in. Philadelphia 76ers i Los Angeles Clippers. 
14 marca 2018 opuścił Memphis Grizzlies, po wygaśnięciu 10-dniowego kontraktu. 28 lipca 2018 został zawodnikiem AEK-u Ateny.

## Osiągnięcia
Stan na 15 marca 2018, na podstawie, o ile nie zaznaczono inaczej.
NCAA
- Uczestnik II rundy turnieju NCAA (2017)
- Zaliczony do:
  - I składu:
    - najlepszych pierwszorocznych zawodników:
      - ACC (2015)
      - All-American Freshman Team (2015 przez CollegeInsider.com)

    - defensywnego ACC (2017)
    - Preseason All-ACC (2016 - ACSMA)

  - składu All-ACC Honorable Mention (2015)

Reprezentacja
- Wicemistrz turnieju Nike Global Challenge (2011, 2012)
- Brązowy medalista mistrzostw ameryki U–18 (2012)
- Uczestnik:
  - kwalifikacji do mistrzostw świata (2017)
  - mistrzostw:
    - Ameryki (2017 – 8. miejsce)
    - świata U–19 (2013 – 6. miejsce)